# الخزاعي الاشيم (أسلم)

تعديل مصدري - تعديل

الخزاعي الاشيم هي إحدى قرى عزلة أسلم اليمن بمديرية أسلم التابعة لمحافظة حجة، بلغ تعداد سكانها 54 نسمة حسب تعداد اليمن لعام 2004.